# PNS Moawin (20)
PNS Moawin (20) je zásobovací tanker pákistánského námořnictva. Byl postaven v 60. letech jako zásobovací tanker nizozemského královského námořnictva Zr. Ms. Poolster (A835). Nizozemské námořnictvo jej koncipovalo tak, aby byl efektivní součástí protiponorkového uskupení. Byl vybaven sonarem, přistávací plochou a hangárem pro protiponorkové vrtulníky a v případě potřeby mohl dočasně přepravovat až 300 vojáků.
Nizozemské námořnictvo Poolster vyřadilo roku 1994, neboť byl před dokončením jeho nástupce Zr. Ms. Amsterdam (A836). Vyřazené plavidlo zakoupil Pákistán, který jej do služby zařadil 27. července 1994.
Vylepšením konstrukce tankeru Poolster vznikl následující nizozemský tanker Zr. Ms. Zuiderkruis (A832).

## Pozadí vzniku
Tanker Poolster postavila nizozemská loděnice Rotterdamse Droogdok Maatschappij v Rotterdamu. Plavidlo bylo na vodu spuštěno 16. října 1963 a do služby bylo zařazeno 10. září 1964.

## Konstrukce

### Poolster
Tanker nesl navigační radar Decca TM 1229, pátrací radar DA-01 (roku 1983 nahrazen typem Decca 2459) a trupový sonar CWE-610. Kapacita nákladu činila 8000 tun paliva a 2300 tun dalšího nákladu. Krátkodobě loď mohla přepravovat až 300 vojáků. Po dokončení bylo plavidlo vyzbrojeno dvěma 40mm kanóny Bofors. Na zádi se nacházela přistávací plocha a hangár pro tři protiponorkové vrtulníky. Pohonný systém tvoří dva kotle a dvě převodové turbíny o výkonu 22 500 shp, pohánějící jeden lodní šroub. Nejvyšší rychlost dosahuje 21 uzlů.

### Moawin
Moawin nese radary Decca 2459 a Decca 1229C. Obrannou výzbroj tvoří 20mm kanónový systém Phalanx CIWS, který doplňují další kanóny a kulomety. Z paluby na zádi operuje vrtulník Sea King.

## Operační služba
Roku 1965 tanker podnikl plavbu do USA a Karibiku. Roku 1967 a 1972 byly modernizovány jeho 5. a 6. zásobovací stanice. Poolster se pravidelně účastnil cvičení sil NATO. V letech 1964–1994 provedl přibližně 700 doplňování paliva.